# Indian Beach
Indian Beach è un comune degli Stati Uniti d'America, situato in Carolina del Nord, nella contea di Carteret.